# Colin Cherry
Edward Colin Cherry (St Albans, 23 de junho de 1914 — Londres, 23 de novembro de 1979) foi um engenheiro eletrônico britânico.
Foi professor de telecomunicações no Imperial College London e cientista cognitivo, cujas contribuições principais estiveram no campo da "atenção auditiva focalizada", especificamente a respeito do problema de separação das fontes. Isto concerne ao problema de seguir somente uma conversação quando muitas outras conversações estão ocorrendo ao nosso redor.
Ele fez um teste e lançou duas mensagens auditivas às orelhas esquerda e direita de alguns participantes, pedindo para que eles prestassem atenção a apenas uma. Colin Cherry percebeu, então, que muito pouca informação sobre a mensagem secundária foi obtida pelos participantes: as características físicas foram detectadas, mas as características semânticas não. Cherry concluiu, conseqüentemente, que a informação auditiva secundária recebe muito pouco processamento e que nós usamos diferenças físicas entre mensagens para selecionar a que nós preferimos.